# Melora
Melora é um género de traça pertencente à família Arctiidae.